# Seneca Lake AVA
Seneca Lake AVA (anerkannt seit 1988, überarbeitet am 3. Juli 2003) ist ein Weinbaugebiet im US-Bundesstaat New York. Das Gebiet liegt innerhalb Upstate New York in den Verwaltungsgebieten  Ontario County, Schuyler County, Seneca County und Yates County in unmittelbarer Umgebung des Seneca Lake.
Der Seneca Lake liegt in einem Zungenbecken eines ehemaligen Gletschers, ist 61 km lang und maximal 180 m tief. Der zweitgrößte See der Finger Lakes verfügt aufgrund seiner Tiefe über das größte gespeicherte Wasservolumen dieser Seen.  Die Wassermassen beeinflussen das Mikroklima insbesondere im Herbst vorteilhaft und sorgen so für eine längere Wachstumsperiode der Reben.
Der Riesling ist die vermarktungstechnisch erfolgreichste Rebsorte der Region.